# Bivarg
Bivarg (Philanthus triangulum) är en art av släktet bivargar (Philanthus) i insektsordningen steklar.

## Kännetecken
Bivargen är tecknad i svart och gult, med en randig, getingliknande bakkropp (en variant av mimikry). Den kännetecknas av ett stort huvud och av att den mellersta delen på antennerna är synbart bredare än spetsen och basen. Kroppslängden är 8 till 18 millimeter, och honorna är större än hanarna.

## Utbredning
Bivargen finns i stora delar av Europa och österut till Sibirien. Dess habitat består av varma och torra hedar eller stäpper och andra liknande områden med jämförbara livsförutsättningar. 

## Levnadssätt
Som fullbildad insekt, imago, lever bivargen på nektar och pollen. Honorna jagar och fångar dock honungsbin som föda till sina larver. 
Honan paralyserar bytet genom ett stick med sin gadd och för det sedan till boet, som består av en grävd gång i marken försedd med celler för äggläggning. Normalt provianterar honan varje cell med tre eller fyra honungsbin, men hon kan förse dem med så många som upp till sex stycken. 
När larvens utveckling har nått så långt att den är redo att förpuppa sig gör den detta inuti en kokong av silkestråd, vars ändar fästs mot cellens väggar så att puppan med larven kommer att hänga fritt. Detta minskar risken för att puppan drabbas av svampangrepp.